# Szelomo Szamir
Szelomo Szamir (ur. 15 czerwca 1915, zm. 19 maja 2009) – izraelski dowódca wojskowy w stopniu generała majora (alluf), oficer dyplomowany Sił Obronnych Izraela, w latach 1949-1950 szef Izraelskiego Korpusu Morskiego, w latach 1950–1951 szef Sił Powietrznych Izraela.

## Życiorys

### Młodość
Urodził się w 1915 jako Szlomo Rabinowicz na dzisiejszej Ukrainie (ówczesne Imperium Rosyjskie).
W 1925 wyemigrował do Mandatu Palestyny.

### Kariera wojskowa
Szamir w 1929 wstąpił do żydowskiej organizacji paramilitarnej Hagana. Po przejściu szkolenia wojskowego został dowódcą Kompanii Polowej (hebr. פלוגות השדה, Plugot Sadeh; w skrócie Fosh), która następnie weszła w skład Korpusu Polowego Hagany (hebr. חיל השדה, Heil HaSadeh; w skrócie Hish). Dowodził działaniami w rejonie Jerozolimy. Podczas arabskiej rewolty 1936–1939 uczestniczył w akcjach odwetowych na wsie arabskie. Uczestniczył także w założeniu w 1938 przygranicznego kibucu Chanita, oraz organizował przerzuty uzbrojenia i nielegalnych imigrantów na terenie całego kraju.
W kwietniu 1940 ukończył kurs pilota zorganizowany w porcie lotniczym Lod. W tym samym roku zaciągnął się jako ochotnik do British Army. Wszedł do grupy pierwszych oficerów przydzielonych do Brygady Żydowskiej. Podczas II wojny światowej dosłużył się rangi kapitana. W 1946 odszedł z brytyjskiej armii i powrócił do Palestyny.
W 1947 Hagana wysłała go do Stanów Zjednoczonych, aby zastąpił Ja’akowa Doriego stojącego na czele delegacji starającej się zakupić sprzęt wojskowy i przekonać amerykańskich oficerów o pochodzeniu żydowskim do przyłączenia się do Hagany – udało się w ten sposób pozyskać Dawida Marcusa.
W lutym 1948 Dawid Ben Gurion wezwał go do powrotu i powierzył mu zadanie organizacji Korpusu Pancernego. W dniu 16 maja 1948 została sformowana 7 Brygada Pancerna, której dowódcą został Szamir. Podczas wojny o niepodległość dowodził w operacjach wojskowych Bin Nun Alef i Bin Nun Bet. Oba ataki na arabskie pozycje w rejonie Latrun zakończyły się porażką. Szamir dowodził także budową Drogi Birmańskiej, dzięki której dostarczono zaopatrzenie do oblężonej Jerozolimy z pominięciem Latrun.
Po wojnie zaproponowano mu funkcję Szefa Sztabu Generalnego Sił Obronnych Izraela, ale odmówił. Został Szefem Dyrekcji Zasobów Ludzkich w Sztabie Generalnym Sił Obronnych Izraela.

#### Dowódca Marynarki Wojennej
W dniu 16 maja 1949 objął dowództwo nad Izraelskim Korpusem Morskim. Był to trudny czas tworzenia izraelskiej marynarki wojennej i Szamir prowadził działania aby zakupić pierwszą korwetę i torpedowce. Tworzono także bazy wojskowe oraz ośrodki szkoleniowe dla marynarzy. Funkcje Szamira były więc typowo menedżerskie.

#### Dowódca Sił Powietrznych
W dniu 14 grudnia 1950 został przeniesiony na stanowisko dowódcy Sił Powietrznych Izraela. Był to okres tworzenia obrony przeciwlotniczej kraju i budowy bazy lotniczej Hatzor.
W sierpniu 1951 Szamir został przeniesiony do dowództwa korpusów i następnie odszedł z armii.

### Działalność biznesowa
W 1952 Szamir założył firmę zajmującą się wydobyciem fosforanów na pustyni Negew, którą prowadził do 1963. W okresie tym zarządzał również firmą dostawczą oliwek. W następnych latał pełnił kierownicze funkcje w administracji państwowej, prowadził przedsiębiorstwo gazowe oraz zajmował się rozwojem lotnictwa cywilnego.
W 1970 uzyskał tytuł magistra nauk społecznych na Uniwersytecie Telawiwskim. Studiował także administrację biznesu na Uniwersytecie Harvarda. Zmarł w 2009.